# Sheldon Leonard
Sheldon Leonard, né le 22 février 1907 à New York et mort le 10 janvier 1997 à Beverly Hills en Californie, est un acteur, producteur, réalisateur et scénariste américain de cinéma et de télévision.

## Biographie

### Jeunesse
Sheldon Leonard Bershad est né à Manhattan, New York, fils de parents juifs de la classe moyenne, Frank Bershad et Anna Levit. Il est diplômé de l'Université de Syracuse en 1929.

### Carrière

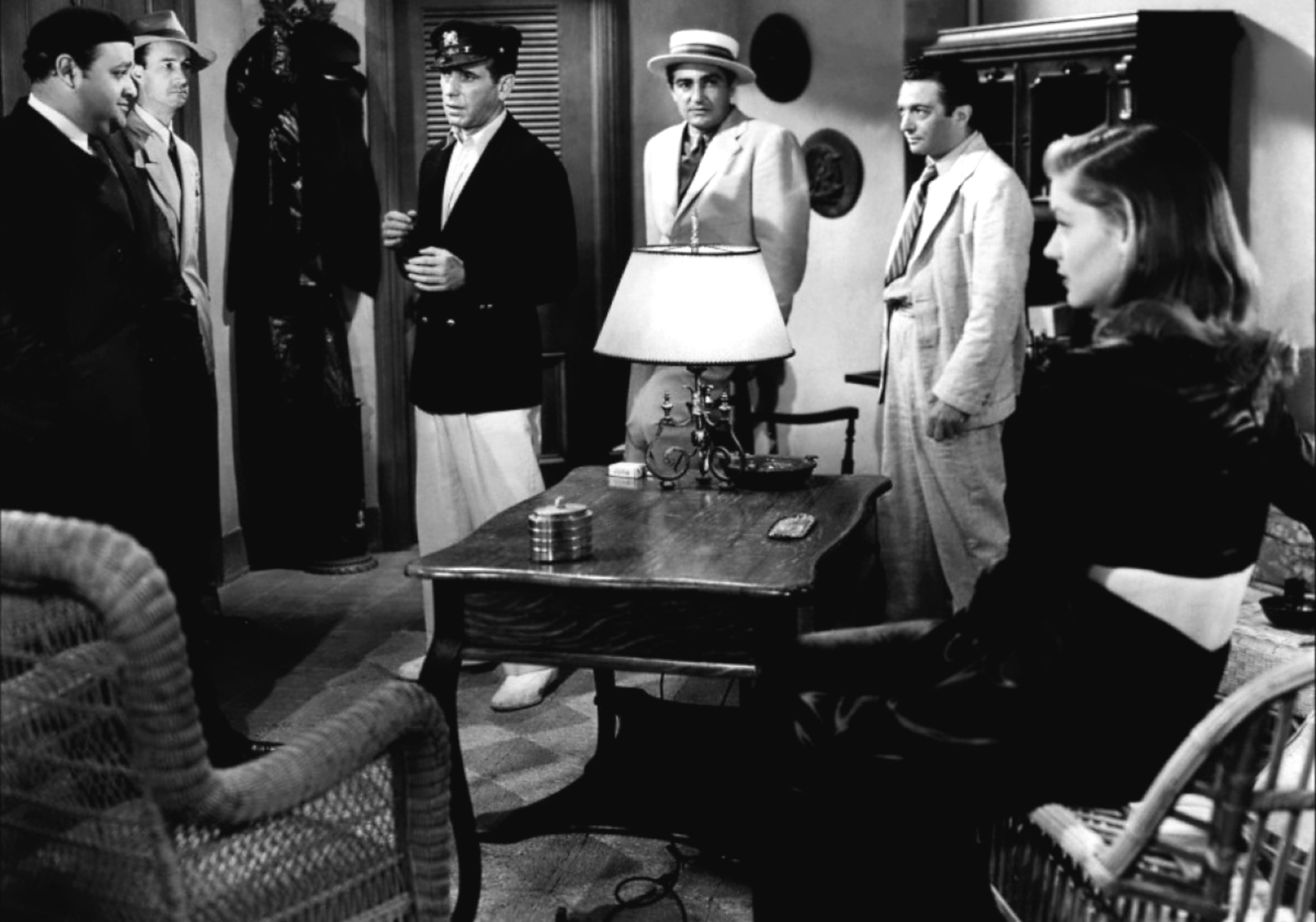
Dan Seymour, Aldo Nadi, Humphrey Bogart, Sheldon Leonard, Marcel Dalio et Lauren Bacall dans Le Port de l'angoisse (1944).

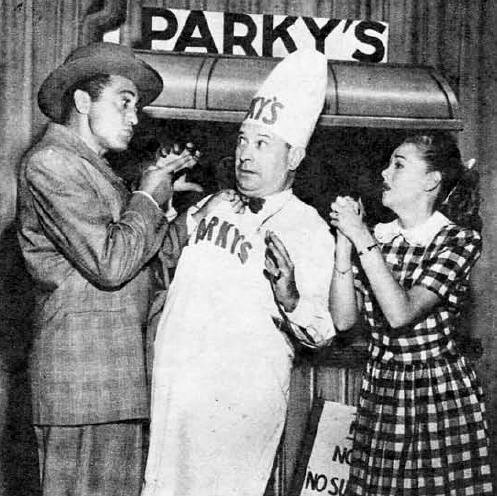
Photo de l'émission de radio Meet Me at Parky's d'Harry Parke en 1948. De gauche à droite, Sheldon Leonard, Harry Parke, alias Parky, et Betty Rhodes. Parke a joué Parkyakarkus dans le Eddie Cantor Show avant de passer à sa propre émission de radio sur Mutual Broadcasting.

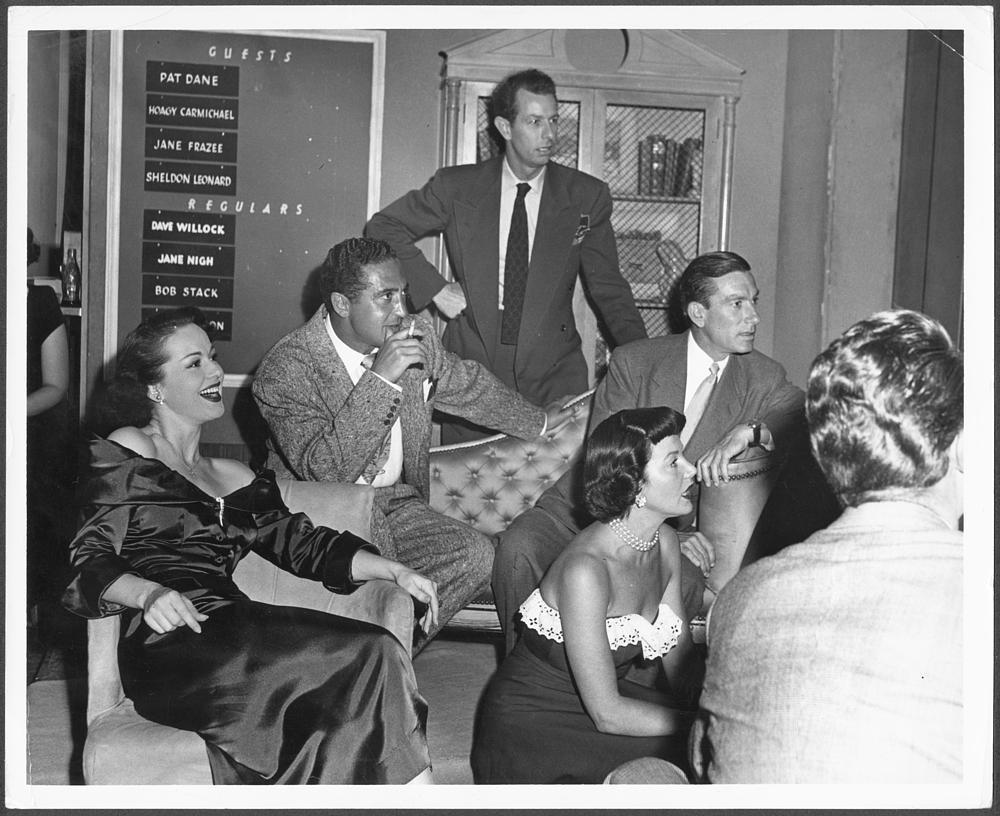
De gauche à droite : Pat Dane, Sheldon Leonard, Bill Brannan (debout), Hoagy Carmichael, Jane Frazee (assise) et Bob Stack sur le plateau du Pantomime Quiz Time Show, le 22 juillet 1949.

En tant qu'acteur, Sheldon Leonard se spécialise dans le jeu de personnages secondaires, en particulier des gangsters ou des "lourds". Sa marque de fabrique estt son accent new-yorkais particulièrement épais, généralement prononcé du côté de sa bouche. (Il prononçait souvent t au lieu de th et oi au lieu de er, ainsi il disait oit au lieu de earth.) Son rôle décisif est dans Another Thin Man sorti en 1939, dans lequel il joue un suspect de meurtre à la voix douce mais dangereuse. À partir de là, il est catalogué comme des gangsters lisses ou des gars de la rue dans des films tels que It's a Wonderful Life (1946) dans lequel il joue Nick le barman, To Have and Have Not (1944), Guys and Dolls (1955) et Open Secret (1948) . Il est l'un des favoris du réalisateur Frank Capra, qui lui demande de jouer un gangster exécutif dans son film de 1961 Pocketful of Miracles.
De 1945 à 1955, Sheldon Leonard joue à la radio un rabatteur excentrique sur un hippodrome dans The Jack Benny Program et plus tard dans la série télévisée du même nom. Son rôle consiste à héler Benny dans les gares, aux coins des rues ou dans les grands magasins (« Hé, Bud. Viens une minute. »), demander à Benny ce qu'il est sur le point de faire, puis essayer de le disputer.
Leonard fait partie de la distribution des doubleurs de l'émission de radio Damon Runyon Theatre (1948-1949). Il fait partie de la distribution d'ensemble de l'émission de radio Martin and Lewis. Il apparaît également fréquemment dans Dragnet et Les Aventures du Saint, jouant souvent des gangsters et des lourds, mais aussi parfois dans des rôles plus sympathiques. Leonard est également un habitué de la série comique radiophonique The Adventures of Maisie dans les années 1940. Au cours des années 1950, Leonard fournit la voix du gros chat paresseux Dodsworth dans deux dessins animés de Warner Bros, Merrie Melodies réalisés par Robert McKimson.

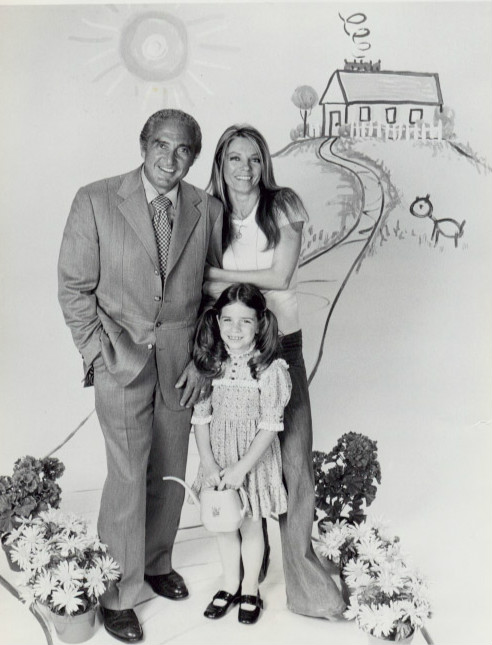
Sheldon Leonard, Sheree North et Quinn Cummings dans Big Eddie, 1975.

Dans le film d'aventure The Iroquois Trail (1950), Sheldon Leonard joue le rôle important du chef Ogane, un guerrier amérindien, qui poursuit et combat le pionnier Nat "Hawkeye" Cutler (George Montgomery) dans un duel décisif à mort.
Plus tard dans les années 1950 et 1960, il est producteur de nombreuses séries télévisées à succès, souvent en partenariat avec Danny Thomas. Parmi celles-ci, il y a The Danny Thomas Show (alias Make Room For Daddy) (1953–64), où à mi-parcours de cette série, il tient un rôle récurrent, celui de l'agent de Danny, Phil Brokaw. Il y a aussi The Andy Griffith Show (1960–68) Gomer Pyle U.S.M.C.  (1964–69); et Les Espions (I Spy) (1965-1968). Grâce à ses nombreuses années dans le show business, Leonard cultive une capacité rapide et astucieuse pour identifier les forces et les défauts des projets potentiels. C'est Leonard qui reconnait qu'un pilote de sitcom, Head of the Family, est structurellement solide mais mal interprété. Il estime que l'acteur-écrivain Carl Reiner est trop autoritaire en tant que chef de file, et insiste pour que le scénario soit refilmé avec le comique prometteur Dick Van Dyke. Le résultat est The Dick Van Dyke Show (1961–66).
Sheldon Leonard réalise également plusieurs épisodes de séries télévisées, dont quatre des huit premiers épisodes de la série télévisée Lassie (1954). Leonard fait également la voix de Linus the Lionhearted dans une série de publicités télévisées sur les céréales Post Crispy Critters en 1963–64, qui conduit à une série de dessins animés de Linus diffusée le samedi (et plus tard, le dimanche) matin sur CBS (1964–66) puis sur ABC (1967–69). Il est également brièvement la vedette de sa propre émission de télévision Big Eddie (1975), où il joue le propriétaire d'une grande arène sportive. L'émission n'a duré que dix épisodes.
Le personnage d'Andy Taylor est introduit dans un épisode de 1960 de The Danny Thomas Show, qui conduit à la série The Andy Griffith Show. Leonard est officieusement crédité d'avoir développé la pratique consistant à utiliser un épisode d'une série comme épisode Backdoor pilot pour une nouvelle série. Puis dans cette nouvelle série, une star invitée est présentée comme un nouveau personnage avec l'intention d'utiliser celui-ci comme base pour une autre nouvelle série. Sheldon Leonard présente Mayberry R. F. D., le spin-off d'Andy Griffith, en remplacement estival de l'émission Griffith, de sorte à avoir un public "pré-vendu" pendant la saison régulière. Sheldon Leonard est aussi le producteur exécutif de Gomer Pyle U.S.M.C. et fait une apparition dans la série en tant que producteur hollywoodien qui doit faire 34 prises sur une scène de film avant que le sergent Carter ne réussisse (A Star Is Not Born).
Sheldon Leonard a également le mérite d'être (avec l'auteur Mickey Spillane) l'un des deux premiers porte-parole de Miller Lite. Utilisant son accent caractéristique, il déclaré au public « J'étais d'abord réticent à essayer Miller Lite, mais j'ai ensuite été persuadé de le faire par mon ami, Large Louis. » L'un de ses derniers rôles d'acteur est une apparition dans la série télévisée Cheers, dans laquelle il joue Sid Nelson, le propriétaire de "The Hungry Heifer", l'établissement de restauration préféré de Norm Peterson.
Sheldon Leonard meurt le 11 janvier 1997, six semaines avant son 90e anniversaire,. Il est enterré au cimetière Hillside Memorial Park à Culver City en Californie.

### Héritage
Bill Cosby, que Sheldon Leonard choisit pour Les Espions, le décrit comme « mon dernier père » lorsqu'il dédie un épisode de Cosby à la fois à Leonard et à son propre fils Ennis Cosby. Bill Cosby ajoute alors une imitation de Sheldon Leonard dans une piste de son album de comédie à succès, Wonderfulness, sorti en 1966 . Le morceau Niagara Falls décrit la lune de miel de Sheldon Leonard aux chutes du Niagara.
Dans Monkees Marooned, le huitième épisode de la deuxième saison de The Monkees, un personnage nommé Leonard Sheldon et parlant avec l'accent de Leonard, s'approche de Peter Tork dans la rue, un peu comme "The Tout", et le persuade d'échanger sa guitare contre une carte au trésor.
Le nom de Sheldon Leonard sert d'éponyme aux personnages Sheldon Cooper et Leonard Hofstadter dans la sitcom américaine The Big Bang Theory parce que les auteurs sont fans de son travail.

## Filmographie partielle

### en tant qu'acteur
- 1935 : The People's Enemy (en) : le troisième représentant du ministère de la Justice
- 1936 : Ouanga (en) : LeStrange, le surveillant
- 1939 : Nick joue et gagne (Another Thin Man) de W.S. Van Dyke : Phil Church
- 1941 : Week-end à la Havane (Week-End in Havana) de Walter Lang : Boris
- 1941 : Tall, Dark and Handsome de H. Bruce Humberstone : Willie Williams
- 1941 : Private Nurse (en) : John Winton
- 1941 : Buy Me That Town (en) : Chink Moran
- 1941 : Married Bachelor : Johnny Branigan
- 1941 : Rise and Shine d'Allan Dwan : Menace
- 1942 : Born to Sing d'Edward Ludwig : Pete Detroit
- 1942 : Tortilla Flat de Victor Fleming : Tito Ralph
- 1942 : Pierre of the Plains (en) : Clairou
- 1942 : Street of Chance : Détective Joe Marruci
- 1942 : Lucky Jordan : Slip Moran
- 1943 : La Cité sans hommes (City Without Men) de Sidney Salkow : Monk LaRue
- 1943 : Taxi, Mister (en) : Gangster Louis Glorio / The Frisco Ghost
- 1943 : Deux Nigauds dans la neige (Hit the Ice) de Charles Lamont : Harry 'Silky' Fellowsby
- 1943 : Passport to Suez : Johnny Booth
- 1943 : Harvest Melody (en) : Chuck
- 1943 : Klondike Kate (en) de William Castle : 'Sometime' Smith
- 1944 : Timber Queen (en) : Smacksie Golden
- 1944 : Saboteur sans gloire (Uncertain Glory) : Henri Duval
- 1944 : Trocadero (en) : Mickey Jones
- 1944 : Gambler's Choice (en) : Chappie Wilson
- 1944 : Le Port de l'angoisse (To Have and Have Not) de Howard Hawks : Lieutenant Coyo
- 1944 : The Falcon in Hollywood (en) : Louie Buchanan
- 1945 : Zombies on Broadway de Gordon Douglas : Ace Miller
- 1945 : Crime, Inc. (en) : Capt. Ferrone
- 1945 : Radio Stars on Parade (en) : Lucky Maddox
- 1945 : River Gang (en) : Peg Leg
- 1945 : Why Girls Leave Home de William Berke : Chris Williams
- 1945 : Le Capitaine Kidd (Captain Kidd), de Rowland V. Lee : Cyprian Boyle
- 1945 : La Taverne du cheval rouge (Frontier Gal) de Charles Lamont : 'Blackie' Shoulders
- 1946 : The Gentleman Misbehaves : Trigger Stazzi
- 1946 : Her Kind of Man : Felix Bender
- 1946 : Rainbow Over Texas (en) : Kirby Haynes
- 1946 : Somewhere in the Night : Sam
- 1946 : Bowery Bombshell (en) : Ace Deuce Baker
- 1946 : The Last Crooked Mile (en) : Ed 'Wires' MacGuire
- 1946 : La Rapace (Decoy) de Jack Bernhard : Sgt. Portugal
- 1946 : It's a Wonderful Life : Nick, the bartender
- 1947 : Sinbad le marin (Sinbad the Sailor) de Richard Wallace : le commissaire-priseur
- 1947 : Violence de Jack Bernhard : Fred Stalk
- 1947 : The Hal Roach Comedy Carnival : Louie, in 'Fabulous Joe'
- 1947 : The Fabulous Joe (en) : Louie
- 1947 : Un gangster pas comme les autres (The Gangster) de Gordon Wiles : Cornell
- 1948 : Open Secret (en) : Detective Sgt. Mike Frontelli
- 1948 : Alias a Gentleman de Harry Beaumont : Harry Bealer
- 1948 : If You Knew Susie (en) : Steve Garland
- 1948 : Madonna of the Desert (en) : Nick Julian
- 1948 : Jinx Money (en) : Lippy Harris
- 1948 : Joe Palooka in Winner Take All (en) : Hermon
- 1948 : Shep Comes Home (en) : 'Swifty' Lewis
- 1949 : Two Knights from Brooklyn (en) : Louis Glorio / The Frisco Ghost (archive footage)
- 1949 : Daughter of the Jungle (en) : Dalton Kraik
- 1949 : Il y a de l'amour dans l'air (My Dream Is Yours) de Michael Curtiz : Fred Grimes
- 1949 : Take One False Step (en) : Pacciano
- 1950 : The Iroquois Trail (en) : Chef Ogane
- 1951 : Deux Nigauds contre l'homme invisible (Abbott and Costello Meet the Invisible Man) de Charles Lamont : Boots Morgan
- 1951 : Behave Yourself! : Shortwave Bert
- 1951 : Come Fill the Cup : Lennie Garr
- 1952 : Here Come the Nelsons : Duke
- 1952 : Kiddin' the Kitten : Dodsworth (voice)
- 1952 : Un garçon entreprenant (Young Man with Ideas) de Mitchell Leisen : Rodwell 'Brick' Davis
- 1952 : Sock-a-Doodle-Do : Kid Banty (voice)
- 1952 : Breakdown (en) réalisé par Edmond Angelo : Nick Sampson
- 1952 : Le Bal des mauvais garçons (Stop, You're Killing Me) de Roy Del Ruth : Lefty
- 1953 : A Peck o' Trouble : Dodsworth (voice)
- 1953 : The Diamond Queen (en) : Mogul
- 1953 : Un galop du diable (Money from Home) de George Marshall : Jumbo Schneider
- 1955 : Blanches colombes et vilains messieurs (Guys and Dolls) de Joseph L. Mankiewicz : Harry the Horse
- 1961 : Milliardaire pour un jour (Pocketful of Miracles) de Frank Capra : Steve Darcey
- 1978 : The Brink's Job : J. Edgar Hoover

### en tant que producteur
- 1953-1964 : The Danny Thomas Show (en). Il est également apparu à l'écran sous le nom de Phil Brokaw (1957-1961).
- 1960-1968 : The Andy Griffith Show.
- 1961-1966 : The Dick Van Dyke Show. Il est également apparu à l'écran dans l'épisode de la saison 3 Big Max Calvada.
- 1964-1969 : Gomer Pyle, U.S.M.C. (en). Il est également apparu à l'écran dans l'épisode de la saison 5 A Star is Not Born.
- 1965-1968 : Les Espions (I Spy).
- 1967-1968 : Accidental Family (en).
- 1969-1970 : My World and Welcome to It (en).
- 1970-1971 : From a Bird's Eye View (en).
- 1971-1972 : Shirley's World (en).

### en tant que réalisateur
- It's Always Jan (en)
- The Andy Griffith Show
- The Danny Thomas Show (en)
- The Dick Van Dyke Show
- My Favorite Martian (seulement le pilote)
- Les Espions (I Spy)
- Lassie (4 Épisodes, saison 1: 1954)

## Anecdotes
- Chuck Lorre, créateur de série, est un fan de Sheldon Leonard. Il a d'ailleurs donné a ses deux personnages principaux de la série The Big Bang Theory le nom et le prénom de Sheldon Léonard (Leonard Hofstadter et Sheldon Cooper).